# 高雄代天宮
高雄代天宮，俗稱哈瑪星代天宮、哈瑪星代天府、哈瑪星大廟，是一座位於高雄市鼓山區的廟宇，前身為日治時期高雄街役場所在地。廟宇建築雄偉莊嚴，內部雕梁畫棟，是由名匠陳玉峰、陳壽彝、潘麗水共同打造。
昔年的代天宮是臺南北門鄉民在高雄的精神寄託，並分靈五府千歲、蠔寮池王、清水祖師等神明。如今該廟不僅是哈瑪星社區居民的信仰中心，廟前的廣場更成為居民活動聚集之處，成為代天宮的一大特色。廣場前的小吃夜市吸引了許多食客，形成社區的熱鬧景象。
在代天宮旁邊設有高雄市代天宮歷史文物館，展示廟宇畫師潘麗水、書法家蔡元亨等名家匠師的作品。文物館分為歷史軌跡區、宗教藝術區、文物區，開放時間為週二至週日上午09:00至12:00及下午13:30至17:00，每周一休館。

## 歷史
1917年（大正六年），打狗支廳自哨船頭遷至哈瑪星。三年後，即1920年，打狗更名為高雄，並在哈瑪星設立了郡役所與街役場，後者後來遷至代天宮現址。1924年，隨著高雄郡的廢置，高雄街升格為高雄市，市役所也繼續使用街役場的建築。
1939年（昭和十四年），因為新都市計畫，市役所遷至鹽埕埔榮町高雄川（今愛河）西畔，即今日的高雄市立歷史博物館。1944年，二次世界大戰末期，湊町的舊市役所改建為雙葉國民學校。然而，1945年，雙葉國民學校遭受美軍轟炸，只剩下斷垣殘壁。
1949年（民國三十八年），旅居哈瑪星的北門郡居民，因宗教信仰而募款購買湊町舊市役所的土地，並建立了寺廟，以奉祀家鄉神明，其中包括南鯤鯓代天府的五府千歲、蚵寮保安宮的蠔寮池王和清水祖師，這座寺廟即為代天宮。
1960年（民國四十九年），增建了後殿青雲寺，於1962年竣工，主要供奉觀音佛祖，這三位神明分別來自蚵寮南山佛祖、南鯤鯓南海佛祖以及大崗山崗山媽，同被列為主祀。
2019年（民國一〇八年），由於建築老舊，出現煙燻、裂紋和漏水等問題，展開大規模的修繕工程，最終於2024年8月完工，並於同年9月4日舉行入火安座大典。

## 祀神與祭典
正殿
- 農曆正月初九日為玉皇誕，高雄代天宮率領信徒於廟埕祭拜玉皇天公，行三跪三拜九叩首儀式[6]。
- 五府千歲
  - 李府大王 - 農曆四月廿六日 聖誕
  - 池府二王 - 農曆六月十八日 聖誕
  - 吳府三王 - 農曆九月十五日 聖誕
  - 朱府四王 - 農曆八月十五日 聖誕
  - 范府五王 - 農曆四月廿七日 聖誕
- 深山尉池府千歲 - 農曆十月十八日 聖誕
  - 又稱「老池王」、「蠔寮池王」、「蠔寮庄主」，為「蚵寮保安宮」主神之一，與南鯤鯓池府二王不同[7]。
- 清水祖師 - 農曆正月廿二日 聖誕
  - 原為正月初六聖誕，因為當年在正月廿二日分香，改以分香日作為誕辰，以示祖師護佑本地檀越之德。
- 新朱府千歲 - 農曆十月十五日 聖誕
  - 為「蚵寮保安宮」主神之一，與南鯤鯓朱四王不同。
- 中軍府 - 農曆八月十八日 聖誕
  - 又稱中軍爺，「南鯤鯓代天府」建廟之時已與五府千歲同在[8]。
- 黑虎將軍 - 六月初六日 聖誕

正殿兩側
- 城隍尊神 - 農曆五月十三日 聖誕
- 開山爺 - 農曆十月十四日 聖誕
  - 又稱開山聖王，即隋朝陳稜將軍[9]，源起鄭成功追念陳稜將軍開拓台灣功勞於台南建開山宮祀[10]。
- 註生娘娘 - 農曆三月廿日 聖誕
- 水仙尊王 - 農曆十月初十日 聖誕
- 福德正神 - 農曆八月十五日 聖誕
- 山神 - 農曆八月十五日 聖誕
- 水德星君、廣澤尊王令旗
- 太歲星君 - 農曆正月十五日 安座
- 文昌帝君 - 農曆二月初三日 聖誕
- 朱熹夫子
- 魁星夫子

後殿青雲寺
- 觀音佛祖 - 農曆二月十九日、六月十九日、九月十九日 聖誕
- 韋馱護法
- 伽藍護法
- 彌勒佛 - 農曆正月初一日 聖誕
- 十八羅漢
  - 布袋尊者、達摩祖師、濟公禪師、目蓮尊者、降龍尊者，伏虎尊者、飛杖尊者、開心尊者、進花尊者、進香尊者、進燈尊者、進菓尊者、洗耳尊者、弄鈸尊者、戲獅尊者、彌勒尊者、長眉尊者、梁武帝君等。

## 外部連結
- 官方网站
- 高雄代天宮的Facebook專頁
- 文化部文化資產局——高雄代天宮 （页面存档备份，存于）
- 高雄市政府文化局——高雄代天宮
- 不滅的哈瑪星